# Herminia mundiferalis
Herminia mundiferalis är en fjärilsart som beskrevs av Walker 1865. Herminia mundiferalis ingår i släktet Herminia och familjen nattflyn. Inga underarter finns listade i Catalogue of Life.